# Lista de recordes e conquistas de Michael Jackson

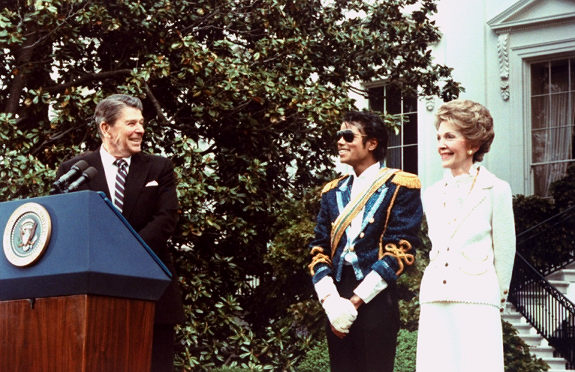
O presidente dos EUA, Ronald Reagan, presenteia Michael Jackson com um prêmio em uma cerimônia na Casa Branca, 1984.

Este artigo lista alguns dos recordes de vendas e paradas e conquistas de Michael Jackson (1958–2009), um cantor, compositor e dançarino americano. O sucesso de Jackson durante seu auge nas décadas de 1980 e 1990 incluiu uma série de realizações estatísticas notáveis. É o artista mais premiado da história da  música popular e é reconhecido como o "artista de maior sucesso de todos os tempos" pelo Guinness World Records, vendendo cerca de 400 milhões de discos em todo o mundo.
Os dados das vendas nos EUA vêm em grande parte da revista Billboard e da  Recording Industry Association of America (RIAA).

## Países selecionados

### Recordes e conquistas nas paradas dos EUA
- Jackson (com 11 anos, 155 dias ou 11 anos, 5 meses e 2 dias) é o vocalista mais jovem a chegar ao topo do Hot 100. Como parte do Jackson 5, ele liderou as paradas com "I Want You Back" no semana de 31 de janeiro de 1970.[1]
- Thriller (1982) permaneceu no topo da parada de álbuns da Billboard 200 por trinta e sete semanas, estabelecendo um recorde de maior permanência no primeiro lugar por um álbum de estúdio. É apenas um dos dois álbuns  que vendeu mais cópias nos Estados Unidos do que qualquer outro em dois anos distintos, liderando as paradas de vendas em 1983 e 1984.
- Thriller é atualmente o segundo álbum mais vendido de todos os tempos nos Estados Unidos e o segundo álbum mais certificado depois de  Eagles  dos Their Greatest Hits (1971-1975), com um total de 34 milhões de unidades vendidas até o momento.[2]
- Bad (1987) permaneceu no top 5 da parada de álbuns da Billboard 200 por trinta e oito semanas, estabelecendo um recorde de maior permanência no top cinco de um álbum de um artista solo masculino.
- Em julho de 2009, três dos álbuns de Jackson (Number Ones, The Essential Michael Jackson e Thriller) conquistaram as três primeiras posições nas paradas Top Pop Catalog Albums e Top Comprehensive Albums da Billboard na semana seguinte à morte do cantor. marcando a primeira vez que qualquer álbum de catálogo vendeu mais que o álbum número um na Billboard 200. Além disso, oito das nove primeiras posições no Top Pop Catalog Albums  pertenciam a Jackson, com uma nona detida por uma do Jackson 5 coleção de sucessos. Isso fez de Jackson o único artista solo a conseguir tal feito.[3]
- Jackson foi o primeiro artista a lançar sete singles no top dez de um álbum.[4]
- Bad é apenas um dos dois álbuns onde cinco singles de um álbum lideraram a Billboard Hot 100.[4]
- Jackson se tornou o primeiro artista a conseguir singles número um em três décadas depois que "Black or White" liderou a Billboard Hot 100 em dezembro de 1991. Seu primeiro single número um, "Ben", liderou a Billboard Hot 100 em outubro de 1972.
- Jackson se tornou o primeiro artista a atingir simultaneamente o topo da parada de álbuns da Billboard e o single número um nas paradas pop e R&B, com Thriller e "Billie Jean" na semana de 5 de março de 1983.
- Jackson teve mais singles em primeiro lugar do que qualquer outro artista na década de 1980, com nove singles.[5]
- You Are Not Alone fez dele o primeiro artista a estrear uma música no topo da Billboard Hot 100 em setembro de 1995.[6]
- Jackson detém o recorde de maior número um para um artista masculino na Billboard Hot 100, com um período de 25 anos e sete meses.[7]
- Jackson teve 13  singles número um no Hot 100 da Billboard, tornando-o o artista masculino com mais sucessos em primeiro lugar na era Hot 100. Incluindo Pre-Hot 100, Jackson segue Elvis Presley como o maior número um de um artista masculino e ocupa o quinto lugar geral.
- Jackson tem 30 singles no top dez da Billboard Hot 100, com Drake, Madonna, Beatles e Rihanna tendo mais.
- Jackson atualmente detém o recorde de maior período entre os quarenta singles no top 40 da Billboard Hot 100 em um período de 46 anos e oito meses, com seu primeiro single solo, "Got to Be There", entrando nas paradas em 6 de novembro de 1971, e seu dueto póstumo com Drake, "Don't Matter to Me", primeiro gráfico em 14 de julho de 2018.[8]
- Jackson é o único artista a ter os 10 maiores sucessos na Billboard Hot 100 em cinco décadas consecutivas (1970-2010) e seis décadas consecutivas, incluindo seu trabalho com o Jackson 5 (1960-2010), quando "I Want You Back" alcançou a 8ª posição na semana de 27 de dezembro de 1969, na Billboard Hot 100.[8]
- No Grammy de 1984, Thriller  rendeu a Michael 7 prêmios Grammy com Jackson ganhando um oitavo por sua contribuição para a trilha sonora de ET the Extra-Terrestrial, a maior conquista por um artista em um único ano.[9]
- Jackson atualmente detém o recorde de maior número de vitórias de um artista masculino no American Music Awards, com 26.[10]

#### Número um de Jackson nos EUA
Michael Jackson teve 13 sucessos número um nas paradas da Billboard Hot 100. 
| - 1972: "Ben" (1 semana) - 1979: "Don't Stop 'Til You Get Enough" (1 semana) - 1980: "Rock with You" (4 semanas) - 1983: "Billie Jean" (7 semanas) - 1983: "Beat It" (3 semanas) - 1983: "Say Say Say" (com Paul McCartney) (6 semanas) - 1987: "I Just Can't Stop Loving You" (com Siedah Garrett) (1 semana) | - 1987: "Bad" (2 semanas) - 1987: "The Way You Make Me Feel" (1 semana) - 1988: "Man in the Mirror" (2 semanas) - 1988: "Dirty Diana" (1 semana) - 1991: "Black or White" (7 semanas) - 1995: "You Are Not Alone" (1 semana) |

#### Os 10 maiores sucessos de Jackson nos EUA
Michael Jackson teve 28 sucessos no Top 10 nas paradas da Billboard Hot 100 enquanto vivia, e até o momento tem duas entradas póstumas no Top 10. 
| - 1971:"i'll be there " #4 - 1972: "Rockin'Robin" #2 - 1972: "Ben" #1 - 1979: "Don't Stop 'Til You Get Enough" #1 - 1980:"Rock with you" #1 - 1980: "Off the wall" #10 - 1980: "She's Out of My Life" #10 - 1983: "The Girl Is Mine" (com Paul McCartney) #2 - 1983: "Billie Jean" #1 - 1983: "triumph" #1 - 1983: "Wanna Be Startin 'Somethin' " #5 - 1983: "Human Nature " #7 - 1983: "PYT (Pretty Young Thing) " #10 - 1983: "Say Say Say " (com Paul McCartney ) #1 - 1984: "Thriller " #4 - 1987: "I Just Can't Stop Loving You" (com Siedah Garrett ) #1 | - 1987: "Bad" #1 - 1988: "The Way You Make Me Feel" #1 - 1988: "Man in the Mirror" #1 - 1988: "Dirty Diana" #1 - 1989: "Smooth Criminal" #7 - 1991: "Black or White" #1 - 1992: "Remember the Time" #3 - 1992: "In the Closet" #6 - 1993: "Will You Be There" #7 - 1995: "Scream" (com Janet Jackson) #5 - 1995: "You Are Not Alone" #1 - 2001: "You Rock My World" #10 - 2014: "Love Never Felt So Good" (com Justin Timberlake) #9 - 2018: "Don't Matte to Me" (com Drake) #9 |

#### O número um do R&B de Jackson nos EUA
Michael Jackson teve 16 sucessos número um nas paradas de R&B da Billboard. 
| - 1972: "Ben" (1 semana) - 1979: "Don't Stop 'Til You Get Enough" (5 semanas) - 1980: "Rock with you" - 1983: "The Girl Is Mine" - 1983: "Billie Jean" (9 semanas) - 1983: "Beat It" (1 semana), - 1985: "We Are the World" - 1987: "I Just Can't Stop Loving You" (1 semana) - 1987: "Bad" (3 semanas) - 1987: "The Way You Make Me Feel" (4 semanas) - 1988: "Man in the Mirror" (1 semana) - 1988: "Another Part of Me" (1 semana) - 1988: "Smooth Criminal" (1 semana) - 1991: "Remember the Time" (2 semanas) - 1991: "In the Closet" (1 semana) - 1995: "You Are Not Alone" (4 semanas) |

## Outros recordes associados aMichael Jackson.
- Maior Artista de todos os tempos:
- Michael Jackson é o maior artista de todos os tempos segundo o Guinness Book por ter vendido mais de 1,5 Bilhão de Gravações (RIAA) em toda a sua carreira, se manter no topo dos charts musicais desde 1969, ser alguém com grande influência em meios sociais e culturais, por ter recriado a arte da música, da dança e das artes, se caracterizando como o Rei da música popular.
- Artista mais rico da história: Estima-se que desde o início da sua carreira até o último dia de sua vida, o nome de Jackson havia conquistando U$15.133.444.560 dóláres, tendo então o nome mais caro dos show business.
- Pessoa com maior número de recordes no livro dos recordes: Jackson é o ser humano com maior número de recordes no Guinnes Book, batendo mais um recorde.
- Artista mais premiado da história: Jackson é o artista mais premiado de todos os tempos, com 1003 prêmios.
- Artista que mais doou dinheiro para caridade em toda a história. Tal fato encontra-se inclusive no Guiness, o Livro dos Recordes.
- A capa mais cara da história: A capa de seu nono álbum solo, HIStory é considerada a mais cara da história, tendo só ela custado cerca de US$1,5 milhão.
- Maior audiência de uma entrevista: A entrevista que a apresentadora Oprah Winfrey fez com Michael em 1993 rendeu uma audiência simultânea de 300 milhões de espectadores, recorde de audiência para uma entrevista já realizada.
  - O Funeral e programa televisivo mais assistido do mundo: Estima-se que mais de 3,5 bilhões de pessoas em todo o mundo tenham assistido ao funeral do Rei do Pop, quase metade da população mundial.
- Maior audiência de um videoclipe: Black or White, videoclipe lançado em 1991, do álbum Dangerous, foi exibido simultaneamente em 27 países e assistido por mais de 500 milhões de pessoas simultaneamente, um recorde de audiência até hoje.
- Álbum mais vendido de todos os tempos : Thriller, álbum lançado pelo cantor em 1982, é o mais vendido e bem sucedido de todos os tempos, por ter vendido 121 milhões de cópias[11][12], desde seu lançamento original, em 30 de Novembro de 1982, até os dias atuais.
- Álbum mais vendido da história dos Estados Unidos: Thriller é também o álbum mais vendido da história dos Estados Unidos[13], com cerca de 32 milhões de cópias, segundo a Recording Industry Association of America (RIAA).
- Maior número de fãs tido por um artista: Jackson é o artista com maior número de fãs espalhados pelo mundo desde de 2009, estima-se que 4,8 bilhões da população mundial sejam fãs do astro. Pesquisa feita pela CNN, BBC e Harvard University.
- Turnês mais assistidas do mundo : Bad World Tour 1987/1988/1989: A primeira turnê solo de Michael incluiu 123 concertos em 15 países, em 4 continentes. Teve um público total de 4,4 Milhões de pessoas e entrou para o Guinnes Book como a turné que mais rendeu no século XX, cerca de 125 milhões de dólares. Também entrou para o Guinnes os seus 7 concertos esgotados no Wembley Stadium, em Londres, com um público total de 504 mil pessoas, quebrando marcas de artista como The Beatles e Rolling Stones.

Dangerous World Tour 1992/1993: 3,5 milhões de espectadores em 69 shows - lembrando que a Dangerous Tour foi interrompida em Novembro de 1993 no México e depois cancelada por problemas de saúde de Michael e uma acusação de pedofilia. Transmitido pela rede de TV HBO, o show da turnê realizado em Bucareste, na Romênia, no Estádio Nacional Lia Manoliu, o primeiro de um popstar americano em um país pertencente a Cortina de Ferro, foi visto por cerca de 500 milhões de pessoas mundialmente durante as diversas transmissões feita pela HBO entre 1992 e 1993, entre transmissões de rádio e de TV. Por esse show, considerado histórico para a época, Michael recebeu o Cable Ace Award por honra ao mérito. 
Na Ásia, a turnê também levantou uma bem-sucedida campanha contra a pirataria. Na Cidade do México, no México, ele apresentou-se para uma audiência estimada em 550 mil pessoas em 5 concertos esgotados (aproximadamente 110 mil por show), entre outubro e novembro de 1993, e entrou para o Guinness Book, quebrando o recorde de lotação simultânea de shows de uma mesma turnê em um mesmo local, estabelecido pelo próprio Michael durante a Bad Tour, onde fez sete shows esgotados no Estádio de Wembley, em Londres, entre julho e agosto de 1988, para um público total de 504 mil fãs.
HIStory World Tour 1996/1997: Segunda turnê que levou o maior público aos shows (4,5 milhões de espectadores em 82 shows), foram cerca de 53 mil pessoas por show pago. Esse fato faz de Jackson o primeiro e único artista masculino solo ou banda a conseguir tal recorde. Também durante essa turnê, aproximadamente 60.000 pessoas assistiram o show de Jackson em Luxemburgo, o que representa cerca de 20% da população do pequeno país europeu, na época, de 300 mil habitantes. A turnê também fez história, com ela, Michael apresentou-se pela primeira vez na África. Depois de oito anos sem apresentar-se nos Estados Unidos, Michael Jackson chegou ao Havaí em Janeiro de 1997 para dois concertos no Estádio de Aloha, para um público total de 120 mil fãs, foram vendidos em tempo recorde, em menos de 24 horas. Durante sua parada na Austrália, Jackson fez 9 concertos consecutivos com lotação esgotada em cinco cidades diferentes - Sydney, Brisbane, Melbourne, Adelaide e Perth - para um público de aproximadamente 350 mil espectadores. Quase um milhão de pessoas assistiram Michael Jackson durante a passagem da HIStory Tour pela Alemanha em 1997, nos 10 concertos realizados nas cidades de Berlim, Bremen, Cologne, Gelsenkirchen, Hockenheim, Kiel, Leipzig e Munique (sendo dois shows nesta última), fazendo do cantor o artista com maior público em menor tempo de um único concerto.
- Maior recordista de videoclipes: Michael Jackson é dono do Maior Video Clipe de Todos Os Tempos, Thriller; Video Clipe de Maior Duração em Todos os Tempos, Ghosts, que tem 37 minutos de duração. É atualmente ocupado por Pharrell Williams, com o clipe de Happy. Video Clipe Mais Caro de Todos os Tempos, Scream que custou cerca de US$7 milhões.
- Na Billboard: Michael foi o 1° cantor a estrear uma música direto no topo da parada americana com a canção You Are Not Alone de 1995.
- O Mais Jovem: Jackson foi o cantor mais jovem a entrar nas paradas americanas. Com apenas 11 anos de idade ele já emplacou 4 hits seguidos em 1° lugar enquanto estava nos Jackson 5. E com apenas 12 anos já emplacava 2 músicas no Top 5 das rádios. Em 1972, enquanto completava 14 anos, Michael chega ao 1° lugar com a canção Ben
- Making of mais vendido de todos os tempos: Making Michael Jackson's Thriller, making of que mostra os bastidores do videoclipe de Thriller, é o mais vendido de todos os tempos, com cerca de 10 milhões de cópias comercializadas em todo o mundo.
- O álbum mais caro de todos os tempos: Atualmente o álbum com maiores gastos da história é Invincible de 2001. Foram gastos aproximadamente US$30 milhões, valor esse gasto entre as gravações do álbum, que se estenderam de 1998 a 2001, e a produção.
- Turnê com mais equipamentos da história: A Dangerous World Tour é a turnê que utilizou mais equipamentos da história. O palco demorava 3 dias para ser montado e era preciso mais de 60 carretas, 20 caminhões e 2 Antonov An-124 (na época o maior avião do mundo) para transportar o equipamento que pesava 430 toneladas que entre eles havia: 168 homens trabalhando, 3 grandes telões de cristal líquido, 1000 luzes e mais de 10 mil cabos elétricos.
- O álbum duplo mais vendido da história: Seu nono álbum solo, HIStory - Past, Present and Future, Book I, de 1995, é considerado o álbum duplo mais vendido da história. O primeiro disco, HIStory Begins, reúne os 15 maiores sucessos do cantor até então. Já o segundo, HIStory Continues, lançava 15 novas canções do cantor. Vendeu mais de 40 milhões de cópias até os dias atuais.
- O álbum de remixes mais vendido da história: Blood on the Dance Floor: HIStory in the Mix, seu décimo álbum/coletânea, é o álbum de remixes mais vendido da história; ele contém cinco canções inéditas e remixes de canções de seu álbum anterior, HIStory. Estima-se que tenha vendido cerca de 7 milhões de cópias desde 1997.
- Maior Ícone negro de todos os tempos Michael Jackson possui o posto de maior Ícone negro de todos os tempos.
- Artista do Milênio: Jackson é o único artista que recebeu o título de Artista do Milênio por 3x, em diferentes cerimônias, no World Music Awards 2000, outro pelo Rock'n Roll Hall of Fame 1998, e o outro pelo Bambi Awards 2002.
- Guinness Book 2007: Jackson está na edição do Guinness Book de 2007 como o artista mais bem sucedido de todos os tempos, além de ser a pessoa morta mais conhecida do planeta.

Michael Jackson se tornou o "Artista Mais Buscado do Ano" após sua morte, em 2009. Uma página inteira da edição também será dedicada ao astro, que apareceu no livro 8 vezes devido a vendas de álbuns, ganhos financeiros, conquistas durante sua carreira e doações para caridade.
- Michael Jackson é Eleito o melhor cantor de todos os tempos*

Michael Jackson foi eleito o maior cantor de todos os tempos numa enquete online feita no site do New Musical Express, logo a frente de Freddie Mercury. Com dez milhões de votos.
- Michael Jackson é eleito rei do MTV Video Music Awards*

Jackson se destacou por melhor performance de pop e performance mais icônica por um conjunto de músicas que ele apresentou em 1995.
Jackson cantando e dançando (Don't stop 'till you get enough), (The Way You Make Me Feel),(Scream),(Beat It), (Black or White), (Billie Jean),(Dangerous) e (You are Not alone),  conseguiu 57% dos votos na categoria de apresentação mais icônica, superando Madonna com "Like a Virgin", de 1984, e "Paparazzi" de Lady Gaga, em 2009.
- Filme Musical de maior sucesso da história: Michael Jackson's This Is It (2009) arrecadou mais de US$1,2 bilhões  de dólares, quebrando todos os recordes.

## Curiosidade
Notícia da morte de Michael Jackson derrubou Google e Twitter no dia 25 de junho de 2009   